# Alba Rohrwacher
Alba Caterina Rohrwacher (Firenze, 27 februari 1979) is een Italiaans actrice.

## Biografie
Alba Rohrwacher werd in Firenze geboren in 1979 als dochter van een Duitse vader en Italiaanse moeder. Ze volgde acteerstudies in het Centro Sperimentale di Cinematografia in Rome. Ze kreeg haar eerste filmrol in 2004 in L'amore ritrovato van Carlo Mazzacurati. In 2008 kreeg Rohrwacher de David di Donatello-prijs voor beste vrouwelijke bijrol in Giorni e nuvole en in 2009 de David di Donatello-prijs voor beste actrice in Il papà di Giovanna. Op het Internationaal filmfestival van Berlijn van 2009 werd ze bekroond met de EFR Shooting Star-award en op het Filmfestival van Venetië werd ze bekroond met de Coppa Volpi voor beste actrice in Hungry Hearts. 
Alba Rohrwacher is de oudere zus van de regisseuse Alice Rohrwacher. Ze woont samen met regisseur Saverio Costanzo

## Filmografie
- L'amore ritrovato (2004)
- Fare bene mikles (2005)
- Kiss Me Lorena (2005)
- Melissa P. (2005)
- 4-4-2 - Il gioco più bello del mondo, deel: La donna del Mister (2006)
- Mio fratello è figlio unico (2007)
- Piano, solo (2007)
- Giorni e nuvole (2007)
- Nelle tue mani (2007)
- Riprendimi (2008)
- Caos calmo (2008)
- Non c'è più niente da fare (2008)
- Il papà di Giovanna (2008)
- Due partite (2009)
- Io sono l'amore (2009)
- L'uomo che verrà (2009)
- Il tuo disprezzo (2009)
- Cosa voglio di più (2010)
- La solitudine dei numeri primi (2010)
- Sorelle Mai (2010)
- Diarchia (2010)
- Missione di pace (2011)
- Tormenti - Film disegnato (2011)
- Bella addormentata (2012)
- Il comandante e la cicogna (2012)
- Glück (2012)
- Via Castellana Bandiera (2013)
- Con il fiato sospeso (2013)
- Le meraviglie (2014)
- Hungry Hearts (2014)
- Vergine giurata (2015)
- Il racconto dei racconti (2015)
- Sangue del mio sangue (2015)
- Perfetti sconosciuti (2016) - als Bianca
- Il Sogno di Francesco (2016) - als Claire d'Assise
- La Mécanique de l'ombre (2017) - als Sara
- Les Fantômes d'Ismaël (2017) - als Arielle / Faunia
- Lazzaro Felice (2018) - als Antonia
- Hors-saison (2023)
- La chimera (2023)
- Maria (2024)